# 寺島祐治
寺島 祐治（てらしま ゆうじ、1968年3月12日 - ）は、群馬県出身の元騎手。

## 経歴
競馬学校騎手課程第3期生では蛯名正義・合谷喜壮・塩村克己・芹沢純一・武豊と同期になり、1987年3月に美浦・沢峰次厩舎からデビュー。
1年目の1987年は同7日の中山第1競走4歳以上300万下・クボノブレーブ（12頭中8着）で初騎乗を果たし、4月19日の中山第5競走4歳400万下・シービースマイルで初勝利を挙げる。夏の新潟では8月16日、9月6日と2度も1日2勝、暮れの中山では12月19日・20日と初の2日連続勝利を挙げるなど、1年目の同年から2桁勝利の14勝をマーク。
初年度から1990年まで4年連続2桁勝利を記録し、2年目の1988年には自己最多の17勝をマーク。
1988年の七夕賞では柴田寛厩舎のティードリームに大崎昭一からの乗り替わりで騎乗し、51kgの軽量でコーセイとアタマ差の2着に入った。
1989年には同年から始まった阪神のヤングジョッキーズステークスで高橋成忠厩舎のメイショウマサムネに騎乗し、同期の武が騎乗するワンダーメルベーユを1/2馬身差抑えて逃げ切った。前年暮れから主戦となっていたティードリームとのコンビでは七夕賞を12頭中12番人気、新潟記念を13頭中11番人気ながら共に5着に入った。
1990年には7月15日の新潟第3競走3歳新馬でダイナコスモス産駒のビバリーヒルズに騎乗し、単勝1.1倍の圧倒的人気ながら4着に終わり、暮れのテレビ東京賞3歳牝馬ステークスでは15頭中15番人気ながら5着に入った。
1991年1月5日の中山第8競走4歳以上500万下でミヤギノフジに騎乗し13位入線も15着に降着となり、同日から導入された降着制度の最初の適用馬となった。
1993年には2年ぶりで自身最後の2桁となる13勝をマークし、ステイヤーズステークスでユーワテイオーに騎乗しアイルトンシンボリの4着に入った。
1996年12月1日の中山第4競走3歳新馬ではイースタンナントで勝利したが、2着にソリストが入り、中央に2頭しかいなかった同年デビューの新種牡馬アズマイースト産駒のワンツーとなった。フェアリーステークスでは15頭中12番人気のドゥーワップに騎乗し、ヒシアマゾンの妹ヒシナイルの3着に入った。
1998年には自己最低の0勝に終わり、1999年5月8日の新潟第2競走4歳未出走を13頭中12番人気のスマイルスターで制し1年ぶりの勝利を挙げるが、1999年9月26日の中山第2競走4歳未勝利をイソエイルークで逃げ切り、99勝目を挙げて100勝に王手をかけたが最後の勝利となった。
2000年1月23日の中山第8競走4歳以上500万下・スマイルスター（16頭中16着）が中央最後での騎乗、2月22日の浦和第7競走マルチビクトリー特別・ネイタルスター（9頭中7着）が最後の騎乗となった。
100勝まであと1勝という形で、2000年2月29日付で現役を引退。

## 騎手成績
| 通算成績 | 1着 | 2着 | 3着 | 4着以下 | 出走回数 | 勝率 | 連対率 |
| -------- | --- | --- | --- | ------- | -------- | ---- | ------ |
| 平地     | 99  | 117 | 123 | 1398    | 1737     | .056 | .133   |